# Emmetsburg
Emmetsburg ist eine Kleinstadt (mit dem Status „City“) und Verwaltungssitz des Palo Alto County im US-amerikanischen Bundesstaat Iowa. Das U.S. Census Bureau hat bei der Volkszählung 2020 eine Einwohnerzahl von 3.706 ermittelt. Die Stadt wurde nach dem irischen Rebellenführer und Nationalisten Robert Emmet benannt. Emmetsburg ist Standort eines Campus des Iowa Lakes Community College.

## Geografie
Emmetsburg liegt im Norden Iowas am östlichen Ufer des westlichen Quellflusses des Des Moines River, einem rechten Nebenfluss des Mississippi.
Die am Missouri gelegenen Schnittpunkte der Bundesstaaten Iowa, South Dakota und Minnesota sowie der Staaten Iowa, South Dakota und Nebraska liegen 195 km westnordwestlich sowie 195 km südwestlich von Emmetsburg.
Die geografischen Koordinaten von Emmetsburg sind 43° 06′ 46″ nördlicher Breite und 94° 40′ 59″ westlicher Länge. Die Stadt erstreckt sich über eine Fläche von 10,28 km² und verteilt sich über die Emmetsburg Township und die Freedom Township.
Nachbarorte von Emmetsburg sind Cylinder (13,3 km ostsüdöstlich), Rodman (21,5 km südöstlich), Mallard (20,2 km südlich), Curlew (18,7 km südsüdwestlich), Ayrshire (19,7 km südwestlich), Ruthven (19,3 km westlich), Osgood (10,5 km nordnordwestlich) und Graettinger (18,5 km in der gleichen Richtung).
Die nächstgelegenen größeren Städte sind die Twin Cities in Minnesota (Minneapolis und Saint Paul) (305 km nordöstlich), Rochester in Minnesota (263 km ostnordöstlich), Cedar Rapids (345 km ostsüdöstlich), Iowas Hauptstadt Des Moines (264 km südöstlich), Kansas City in Missouri (503 km südlich), Nebraskas größte Stadt Omaha (296 km südsüdwestlich), Sioux City (190 km westsüdwestlich) und South Dakotas größte Stadt Sioux Falls (208 km westnordwestlich).

## Verkehr
Der U.S. Highway 18 führt in West-Ost-Richtung durch das Stadtgebiet von Emmetsburg und kreuzt im Zentrum den Iowa Highway 4. Alle weiteren Straßen sind untergeordnete Landstraßen, teils unbefestigte Fahrwege sowie innerörtliche Verbindungsstraßen.
In Emmetsburg treffen mehrere Bahnlinien der Union Pacific Railroad zusammen, die für den Güterverkehr genutzt werden.
Mit dem Emmetsburg Municipal Airport befindet sich am südwestlichen Rand des Stadtgebiets ein kleiner Flugplatz für die Allgemeine Luftfahrt. Die nächsten Verkehrsflughäfen sind der Des Moines International Airport (259 km südöstlich), das Eppley Airfield in Omaha (290 km südsüdwestlich), der Sioux Gateway Airport in Sioux City (204 km westsüdwestlich) und der Sioux Falls Regional Airport (222 km westnordwestlich).

## Geschichte
Seit der Gründung des Countys kamen überwiegend irische Einwanderer in die Gegend. Die Stelle der heutigen Stadt wurde erstmals 1858 besiedelt. Benannt wurde die Siedlung schon damals nach dem Rebellenführer und Nationalisten Robert Emmet. Die planmäßige Anlage der heutigen Stadt erfolgte ab 1874 mit dem Bau der Eisenbahn. Ein Jahr später wurde der County Seat hierher verlegt. 1877 wurde die Stadt als selbstständige Kommune inkorporiert. Im Jahr 1880 wurde das auch heute noch genutzte Palo Alto County Courthouse seiner Bestimmung übergeben. Alljährlich werden jeweils am auf den Saint Patrick’s Day folgenden Wochenende in Erinnerung an das irische Erbe Feste und ein Umzug veranstaltet.

## Bevölkerung
Nach der Volkszählung im Jahr 2010 lebten in Emmetsburg 3904 Menschen in 1632 Haushalten. Die Bevölkerungsdichte betrug 379,8 Einwohner pro Quadratkilometer. In den 1632 Haushalten lebten statistisch je 2,22 Personen.
Ethnisch betrachtet setzte sich die Bevölkerung zusammen aus 96,9 Prozent Weißen, 1,0 Prozent Afroamerikanern, 0,2 Prozent amerikanischen Ureinwohnern, 0,5 Prozent Asiaten und 0,3 aus anderen ethnischen Gruppen; 1,1 Prozent stammten von zwei oder mehr Ethnien ab. Unabhängig von der ethnischen Zugehörigkeit waren 2,0 Prozent der Bevölkerung spanischer oder lateinamerikanischer Abstammung.
20,2 Prozent der Bevölkerung waren unter 18 Jahre alt, 58,2 Prozent waren zwischen 18 und 64 und 21,6 Prozent waren 65 Jahre oder älter. 51,7 Prozent der Bevölkerung waren weiblich.
Das mittlere jährliche Einkommen eines Haushalts lag im Jahr 2015 bei 41.964 USD. Das Pro-Kopf-Einkommen betrug 25.829 USD. 10,8 Prozent der Einwohner lebten unterhalb der Armutsgrenze.

## Bekannte Bewohner
- Thomas Appelquist (geb. 1941) – theoretischer Physiker – geboren in Emmetsburg
- Loren Meyer (geb. 1972) – Basketballspieler – geboren und aufgewachsen in Emmetsburg
- Akeem Vargas (geb. 1990) – Basketballspieler – spielte 2009–2010 bei den Iowa Lakers in Emmetsburg